# Fryderyk dla artysty / artystki roku
Fryderyk dla artysty / artystki roku – polska nagroda muzyczna Fryderyk, przyznawana corocznie w latach 2013–2014 i ponownie od 2025 w sekcji muzyki rozrywkowej w kategorii artysta / artystka roku. Honoruje artystów muzycznych (piosenkarzy i zespoły muzyczne) za całokształt działalności w danym roku. Fryderyki są przyznawane od 1995 przez Związek Producentów Audio-Video (ZPAV) za osiągnięcia w rodzimym przemyśle muzycznym. Od 2000 za wyłanianie nominowanych, a następnie laureatów odpowiedzialna jest powołana przez ZPAV Akademia Fonograficzna.
Kategoria pojawiła się po raz pierwszy podczas Fryderyków 2013 i 2014 pod nazwą artysta roku, po czym została wycofana. Podczas wcześniejszych edycji, a następnie w edycjach od 2022 do 2024 zamiast niej funkcjonował podział na trzy kategorie: artysta roku (dla mężczyzn), artystka roku (dla kobiet) i zespół / projekt artystyczny roku (dla zespołów). Od Fryderyków 2025 powróciła łączona kategoria dla artysty / artystki roku. Od tej pory nie są w niej przyznawane nominacje, a laureat jest wyłaniany na podstawie największej liczby głosów w pozostałych kategoriach sekcji muzyki rozrywkowej.

## Laureaci i nominowani
| Rok  | Zdjęcie | Laureat         | Pozostałe nominacje                                                                 | Źr.   |
| ---- | ------- | --------------- | ----------------------------------------------------------------------------------- | ----- |
| 2013 |         | Mela Koteluk    | - Artur Andrus - Brodka - Hey - Maria Peszek                                        | [ 4 ] |
| 2014 |         | Dawid Podsiadło | - Edyta Bartosiewicz - Kayah - Tomasz Makowiecki - Wojciech Waglewski, Fisz i Emade | [ 5 ] |
| 2025 |         | Zalewski        | —                                                                                   | [ 6 ] |